# Berezinsky
La réserve de Berezinsky est une aire protégée et une réserve de biosphère de Biélorussie située à cheval entre le voblast de Vitebsk et celui de Minsk.
Le parc est constitué de grandes forêts de plaines, de lacs et de tourbières de part et d'autre de la Bérézina. Il est traversé de part en part par la route reliant Minsk et Vitebsk. Le centre administratif, scientifique et touristique de la réserve se situe à Domzheritsy. Un petit complexe touristique plus huppé se situe également au bord du lac Plavno.
On peut y rencontrer les trois grands prédateurs européens : le loup gris commun, l'ours brun d'Europe et le lynx boréal mais aussi le bison d'Europe, l'élan, le castor européen et le chien viverrin.
Le film Requiem pour un massacre (1985) y fut tourné.